# Mercedes-Benz Clasa C
Mercedes-Benz Clasa C este o mașină executivă compactă ce face parte din segmentul D, aflată în prezent la a cincea generație. A fost introdusă pentru prima dată în anul 1993 ca înlocuitor pentru gama 190. A fost cel mai mic model din gama mărcii până în 1997 când a fost introdusă clasa A.

## Prima generație, W202 (1993-2000)
A fost prima generație de Mercedes clasa C introdusă în 1993.Motorul diesel cu patru cilindri modelele au fost echipate cu același motor de 190, în L versiunile 2.0 si 2.2 L. Multe dintre aceste variante diesel au fost vândute ca taxiuri, ca urmare a consumului de carburant redus și fiabilitatea puternică. Sedanul C36 avea un motor de 3.6L 206kW cu șase cilindri care a fost produs din octombrie 1995 până în iulie 1997. Upgrade-urile la nivel de echipamente s-au referit în principal la airbag-uri laterale și sisteme de control al tracțiunii - au sosit în aprilie 1998 împreună cu motorizarea 4.3L V8 cu 225kW la modelele C43 sedan și wagon C43T.
A obținut 2 stele la testele EuroNCAP.

## A doua generație, W203 (2000-2007)
A doua generație de Mercedes clasa C a fost fabricat între 2000-2007. Cutia de viteze în șase trepte a fost standard cu excepția modelului C320.
A obținut un scor excelent de 31 de puncte în 2001 la testele Euro NCAP. A existat trei nivele de echipare: de bază Classic, sportiv Avant-garde și de lux Elegance.

## A treia generație, W204 (2007-2013)
DaimlerChrysler a lansat Clasa C pe 18 ianuarie 2007.Vânzările au început pe 31 martie 2007. AGILITY CONTROL dispune de amortizare selectivă care controlează forțele de amortizoare în funcție de situația de conducere.

## A patra generație,W205 (2014-2021)
A patra generație a Mercedes-Benz Clasa C.

## A cincea generație, W206 (2021-prezent)
A cincea generație a Mercedes-Benz Clasa C.